# MV Agusta
| MV Agusta 125 Turismo Rapido uit 1955   |
| MV Agusta 173 cc Disco Volante uit 1956 |
| MV Agusta 125 Turismo uit 1964          |
| MV Agusta 350 Supersport uit 1971       |
| MV Agusta Sport 125 uit 1976            |
| MV Agusta-racemotoren                   |

MV Agusta (voluit: Meccania Verghera Agusta S.p.A., Gallarate) is een Italiaans merk van motorfietsen.
Oorspronkelijk was het bedrijf een fabrikant van vliegtuigen en helikopters, maar onder aanvoering van directeur graaf Domenico Agusta werd in 1945 in Gallarate begonnen met de bouw van motorfietsen.
In feite hield MV Agusta zich vanaf 1948 voornamelijk bezig met wegraces, hoewel er ook straatmodellen en zelfs scooters geproduceerd werden. Er werden in diverse klassen in totaal 38 wereldtitels behaald, de meeste daarvan door de bij leven al legendarische Giacomo Agostini.
Nadat begin jaren zeventig de tweetaktmotoren steeds belangrijker werden in de wegrace en Domenico overleed naderde het einde van de motorfietsen tak van MV Agusta snel. In 1977 werd de productie van motorfietsen beëindigd. Dat kwam ook omdat het bedrijf zich helemaal op de productie van helikopters stortte.
De naam MV Agusta werd opgekocht door Cagiva, de racemotoren door het Amerikaanse Team Obsolete.
In 1997 werd door Cagiva een 750 cc viercilinder onder de naam MV Agusta gepresenteerd, later opgevolgd door eenzelfde type motorfiets met een 1000cc motorblok. De F4 is ontworpen door Massimo Tamburini en is sindsdien vrijwel ongewijzigd in productie gebleven. Die productie-aantallen waren echter te klein waardoor het bedrijf in moeilijkheden kwam. In 2003 nam de Maleisische autofabriek Proton alle schulden op zich en kreeg zodoende 50% van de aandelen in handen. In 2004 werd dit zelfs uitgebreid tot 70%.
De MV Agusta 312 RR 1078 is de laatste in 2009 geïntroduceerde F4 variant en wordt na 10 jaar nog steeds gezien als een design icoon. Naast de F4 produceert MV de MV Agusta brutale, een van de F4 afgeleide kuiploze motorfiets met sportieve eigenschappen maar een meer praktische zitpositie.
Het motormerk is in 2008 overgenomen door Harley-Davidson. In 2009 werd duidelijk dat Harley-Davidson de merken Cagiva, MV Agusta en Buell wilde verkopen. Van het laatste merk werd de productie in oktober 2009 gestaakt.
Harley Davidson had de schulden van MV Agusta afgelost, het bedrijf geherstructureerd en nieuwe modellen uitgebracht, maar moest het noodgedwongen in augustus 2010 alweer terugverkopen aan de familie Castiglioni voor het symbolische bedrag van drie dollar. Daarmee vermeed Harley Davidson de uitbetaling van aandelen en bespaarde 20 tot 30 miljoen dollar.

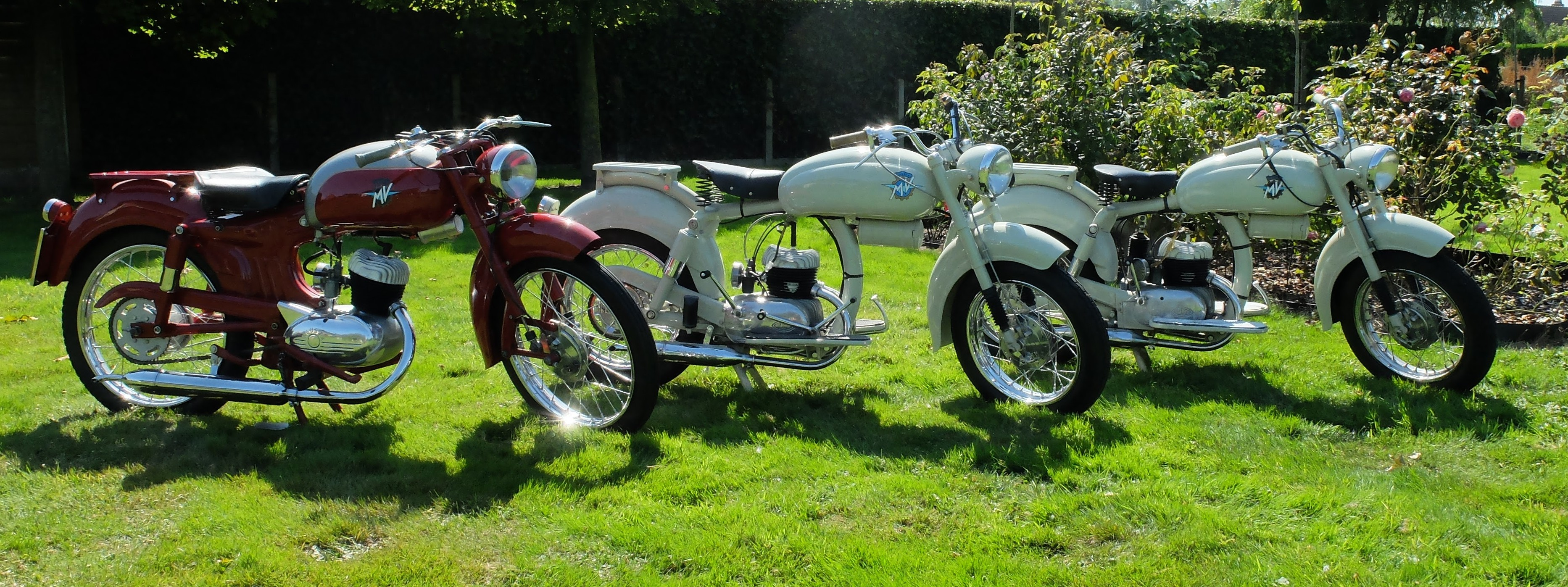
MV Agusta - 3 modellen van de serie Pullman. De rode is de super Pullman. De middelste is de series 2. De rechtse is de series 1.